# Iara (Sirene)
Iara oder Uiara (aus der Tupi-Sprache 'y-îara, portugiesisch senhora das águas „Herrin der Wasser“ oder Mãe-d'água „Mutter des Wassers“) ist in der brasilianischen Mythologie eine Sirene. Sie hat grüne Augen und lebt in den Flüssen oder Seen, wo sie nachts, vor allem bei Mondschein, unwiderstehliche Lieder singt. Man sagt, sie habe eine so schöne und rührende Stimme, dass sie die Männer damit verzaubert, die ihr in ihr Reich am Grunde des Wassers folgen. Aus Angst vor der Iara vermeiden es die Indianer, sich abends am Ufer aufzuhalten. Wenn eine Iara stirbt, trocknet ihr Gewässer aus.

## Mythos
Bevor Iara eine Sirene wurde, war sie eine indianische Kriegerin, die beste ihres Stammes. Ihre Brüder beneideten sie, da sie immer von ihrem Vater, einem Pajé, gelobt wurde und beschlossen, sie zu töten. Als sie sich nachts in ihr Zelt schlichen, hörte Iara sie und musste sie aus Notwehr töten, worauf sie aus Angst vor ihrem Vater floh. Ihr Vater ließ sie suchen. Als man sie fand, wurde sie zur Strafe an der Flussmündung des Rio Negro in den Solimões geworfen. Die Fische brachten sie zurück an die Oberfläche und in der Nacht verwandelte der Vollmond sie in eine wunderschöne Sirene mit langem Haar und grünen Augen.

## Rezeption
In dem modernistischen brasilianischen Roman Macunaíma – Der Held ohne jeden Charakter von Mário de Andrade und in dem darauf basierenden Film Macunaíma wird der Titelheld Macunaíma das Opfer einer Iara. Er sieht ein wunderschönes nacktes Mädchen, das in einem Teich schwimmt, bemerkt aber nicht das Atemloch in ihrem Nacken, das sie als Iara verraten hätte. Er springt ins Wasser und wird hinabgezogen. 